# Élections fédérales canadiennes de 2015 en Nouvelle-Écosse
Les élections fédérales canadiennes de 2015 ont lieu le 19 octobre 2015 en Nouvelle-Écosse comme au reste du Canada.
La Nouvelle-Écosse est représentée par 11 députés à la Chambre des communes, soit autant que lors des élections de 2011.

## Résultats provinciaux
| Parti | Parti        | Parti   |       |
| ----- | ------------ | ------- | ----- |
|       | Conservateur | Sièges  | -     |
| Voix  | Conservateur | 93 697  |       |
|       | NPD          | Sièges  | -     |
| Voix  | NPD          | 85 468  |       |
|       | Libéral      | Sièges  | 11    |
| Voix  | Libéral      | 324 816 |       |
|       | Vert         | Sièges  | -     |
| Voix  | Vert         | 17 630  |       |
|       | Indépendants | Voix    | 2 017 |
| Total | Total        | Total   | 11    |

Source : Élections Canada

## Résultats par circonscription
| Circonscription               | Candidats | Candidats                              | Candidats | Candidats                      | Candidats | Candidats                        | Candidats | Candidats                            | Candidats | Candidats                                                                                      |  | Député sortant  |  |
| Circonscription               |           | Conservateur                           |           | NPD                            |           | Libéral                          |           | Vert                                 |           | Autre                                                                                          |  | Député sortant  |  |
| ----------------------------- | --------- | -------------------------------------- | --------- | ------------------------------ | --------- | -------------------------------- | --------- | ------------------------------------ | --------- | ---------------------------------------------------------------------------------------------- |  | --------------- |  |
| Cape Breton—Canso             |           | Adam Daniel Rodgers 6 246 14,45 %      |           | Michelle A. Smith 3 547 8,20 % |           | Rodger Cuzner 32 163 74,39 %     |           | Maria Goretti Coady 1 279 2,96 %     |           |                                                                                                |  | Rodger Cuzner   |  |
| Cumberland—Colchester         |           | Scott Armstrong 12 257 26,36 %         |           | Wendy Robinson 2 810 6,04 %    |           | Bill Casey 29 527 63,51 %        |           | Jason Matthew Blanch 1 650 3,55 %    |           | Kenneth Jackson 179 0,39 % Richard Trueman Plett 70 0,15 %                                     |  | Scott Armstrong |  |
| Dartmouth—Cole Harbour        |           | Jason Cole 7 331 14,04 %               |           | Robert Chisholm 12 758 24,43 % |           | Darren Fisher 30 355 58,13 %     |           | Brynn Nheiley 1 775 3,40 %           |           |                                                                                                |  | Robert Chisholm |  |
| Halifax                       |           | Irvine Carvery 4 515 8,71 %            |           | Megan Leslie 18 966 36,59 %    |           | Andy Fillmore 26 469 51,07 %     |           | Thomas Trappenberg 1 750 3,38 %      |           | Sean Burton (ML) 128 0,25 %                                                                    |  | Megan Leslie    |  |
| Halifax-Ouest                 |           | Michael McGinnis 7 823 15,67 %         |           | Joanne Hussey 5 857 11,74 %    |           | Geoff Regan 34 263 68,65 %       |           | Richard Henryk Zurawski 1 967 3,94 % |           |                                                                                                |  | Geoff Regan     |  |
| Kings—Hants                   |           | David Morse 8 605 18,57 %              |           | Hugh Curry 2 985 6,44 %        |           | Scott Brison 32 789 70,74 %      |           | Will Cooper 1 557 3,36 %             |           | Megan Brown-Hodges (Rhino) 182 0,39 % Edd Twohig 132 0,28 % Clifford James Williams 100 0,22 % |  | Scott Brison    |  |
| Nova-Centre                   |           | Fred DeLorey 11 407 25,91 %            |           | Ross Landry 4 466 10,14 %      |           | Sean Fraser 25 666 58,29 %       |           | David Hachey 1 901 4,32 %            |           | Alexander J. MacKenzie 591 1,34 %                                                              |  | Peter MacKay†   |  |
| Nova-Ouest                    |           | Arnold LeBlanc 11 772 25,69 %          |           | Greg Foster 3 507 7,65 %       |           | Colin Fraser 28 607 62,43 %      |           | Clark Walton 1938 4,23 %             |           |                                                                                                |  | Greg Kerr†      |  |
| Sackville—Preston—Chezzetcook |           | Robert Thomas Strickland 7 186 14,88 % |           | Peter Stoffer 16 613 34,39 %   |           | Darrell Samson 23 161 47,95 %    |           | Mike Montgomery 1 341 2,78 %         |           |                                                                                                |  | Peter Stoffer   |  |
| South Shore—St. Margarets     |           | Richard Clark 11 844 22,57 %           |           | Alex Godbold 8 839 16,84 %     |           | Bernadette Jordan 29 877 56,92 % |           | Richard Biggar 1 520 2,90 %          |           | Trevor Bruhm 257 0,49 % Ryan Barry (Communiste) 151 0,29 %                                     |  | Gerald Keddy†   |  |
| Sydney—Victoria               |           | John Douglas Chiasson 4 377 10,63 %    |           | Monika Dutt 5 362 13,02 %      |           | Mark Eyking 30 181 73,28 %       |           | Adrianna MacKinnon 1 026 2,49%       |           | Wayne James Hiscock (Libertarien) 242 0,59 %                                                   |  | Mark Eyking     |  |